# Eusphyra blochii
Eusphyra blochii (Cuvier, 1816) è un pesce cartilagineo appartenente alla famiglia Sphyrnidae. Vive nelle acque costiere delle regioni orientali indopacifiche, raggiungendo i 186 cm di lunghezza massima. Si tratta dell'unica specie appartenente al genere Eusphyra.

## Descrizione
La struttura corporea di E. blochii è inconfondibile, in quanto presenta la tipica forma del capo espanso in due estensioni laterali piatte e pronunciate con gli occhi posti all'estremità, usuale a tutta la famiglia Sphyrnidae, ma in misura molto più accentuata rispetto agli appartenenti al genere Sphyrna. La struttura di questa "ala" raggiunge infatti un'ampiezza complessiva pari al 40-50% della lunghezza totale del corpo. Il margine anteriore del capo è leggermente concavo al centro, per poi curvarsi posteriormente fino all'emergenza delle due espansioni cefaliche, che si dipartono dal corpo quasi perpendicolarmente, con una leggera angolazione posteriore, presentando margini rettilinei fino alle estremità. Le narici sono molto sviluppate. La bocca di forma ogivale è posta sul lato ventrale. I denti sono piccoli e presentano un margine liscio ed una forma piatta e triangolare, con l'apice puntato verso l'esterno. Dietro alla bocca si aprono le cinque fessure branchiali, di piccole dimensioni. Delle due pinne dorsali triangolari, la prima è grande e dotata di apice piuttosto pronunciato, margine posteriore concavo ed estremità posteriore libera, mentre la seconda è più piccola e molto arretrata, leggermente più vicina alla caudale rispetto alla pinna anale e più piccola anche di quest'ultima. Le pinne pettorali sono piuttosto piccole e falcate, mentre le due pinne ventrali hanno forma triangolare e dimensioni ulteriormente ridotte. La pinna anale è invece fortemente falcata e con un lungo margine libero. La pinna caudale presenta un lobo superiore molto più sviluppato rispetto a quello inferiore, come di regola nell'ordine Carcharhiniformes.
Il colore del dorso è grigio che può virare al blu o al bruno-olivastro, talvolta con i bordi delle pinne di colore più intenso, mentre il lato ventrale è più chiaro, bianco lattiginoso o grigio pallido.
Raggiunge una lunghezza massima 186 centimetri, anche se sono più comuni misurazioni intorno ai 130 cm. La lunghezza a cui viene raggiunta la maturità sessuale è intorno ai 108 cm per i maschi e ai 120 per le femmine.

## Distribuzione e habitat
Questa specie è tipica dalle acque tropicali della zona indopacifica, dal Golfo Persico fino a Taiwan, comprendendo a sud l'arcipelago indonesiano, quello filippino e le coste settentrionali dell'Australia.
Vive abitualmente in acque costiere rimanendo in prossimità dei fondali, entro la piattaforma continentale o presso isole ed arcipelaghi. Frequenta baie ed estuari, mostrando la capacità di adattarsi alle acque salmastre. 

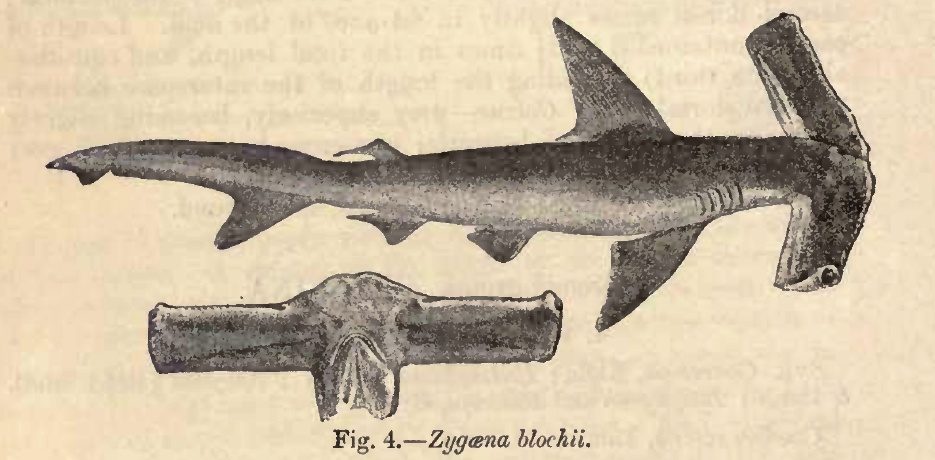
Disegno di E. Blochii tratto da Fauna of British India (1889)

## Biologia
Esistono pochi dati riguardo alle caratteristiche biologiche e alle abitudini di questa specie. 

### Alimentazione
La dieta di E. Blochii non è conosciuta con precisione, ma si ritiene che comprenda vari tipi di pesci ossei di branco, cefalopodi e crostacei.

### Riproduzione
Si tratta di una specie vivipara placentata. Nel primo periodo embrionale, il nutrimento viene fornito da un sacco vitellino, successivamente si sviluppa una struttura di tipo placentare complessa che nutre il feto fino al momento del parto. La gestazione dura 8-11 mesi, sfruttando entrambi gli uteri e si ripete con periodicità annuale. Alla nascita i piccoli, tra i 6 e 25 per ciclo riproduttivo, sono lunghi 32–45 cm.

## Evoluzione e Tassonomia
Nella sua opera Le Règne animal, scritta nel 1817, il grande zoologo francese Georges Cuvier annotò alla voce Squalus zygaena (in seguito rinominato Sphyrna zygaena) che la descrizione fatta nel 1785 dall'ittiologo Marcus Elieser Bloch di un esemplare che aveva attribuito a quella specie mostrava caratteristiche tali da differenziarla, dovendo quindi riferirsi ad una specie differente. Il suo allievo Achille Valenciennes si basò su questo appunto per denominare Zygaena Blochii un esemplare simile in suo possesso, attribuendo a Cuvier la paternità del nome.
L'esame del DNA mitocondriale e nucleare ha permesso di analizzare con più precisione la storia evolutiva della famiglia Sphyrnidae, e questo ha completamente ribaltato le precedenti convinzioni, che, basandosi sull'ampiezza della struttura cefalica, individuavano in E. Blochii la specie più giovane. Le prove raccolte hanno invece dimostrato che questa è stata la prima specie a differenziarsi dall'antenato primitivo comune, ed è quindi la più antica.
|  | Sphyrna mokarran |
|  |                  |
|  | Sphyrna zygaena  |
|  |                  |

|  | \| \| Spyrna tudes \| \| \| \| \| \| Sphyrna media \| \| \| \| |
|  |                                                                |
|  | Sphyrna lewini                                                 |
|  |                                                                |
|  | Spyrna tudes                                                   |
|  |                                                                |
|  | Sphyrna media                                                  |
|  |                                                                |

|  | Spyrna tudes  |
|  |               |
|  | Sphyrna media |
|  |               |

|  | Sphyrna tiburo |
|  |                |
|  | sphyrna corona |
|  |                |

|  | \| \| Spyrna tudes \| \| \| \| \| \| Sphyrna media \| \| \| \| |
|  |                                                                |
|  | Sphyrna lewini                                                 |
|  |                                                                |
|  | Spyrna tudes                                                   |
|  |                                                                |
|  | Sphyrna media                                                  |
|  |                                                                |

|  | Spyrna tudes  |
|  |               |
|  | Sphyrna media |
|  |               |

|  | Sphyrna tiburo |
|  |                |
|  | sphyrna corona |
|  |                |

|  | Sphyrna mokarran |
|  |                  |
|  | Sphyrna zygaena  |
|  |                  |

|  | \| \| Spyrna tudes \| \| \| \| \| \| Sphyrna media \| \| \| \| |
|  |                                                                |
|  | Sphyrna lewini                                                 |
|  |                                                                |
|  | Spyrna tudes                                                   |
|  |                                                                |
|  | Sphyrna media                                                  |
|  |                                                                |

|  | Spyrna tudes  |
|  |               |
|  | Sphyrna media |
|  |               |

|  | Sphyrna tiburo |
|  |                |
|  | sphyrna corona |
|  |                |

|  | \| \| Spyrna tudes \| \| \| \| \| \| Sphyrna media \| \| \| \| |
|  |                                                                |
|  | Sphyrna lewini                                                 |
|  |                                                                |
|  | Spyrna tudes                                                   |
|  |                                                                |
|  | Sphyrna media                                                  |
|  |                                                                |

|  | Spyrna tudes  |
|  |               |
|  | Sphyrna media |
|  |               |

|  | Sphyrna tiburo |
|  |                |
|  | sphyrna corona |
|  |                |

|  | Sphyrna mokarran |
|  |                  |
|  | Sphyrna zygaena  |
|  |                  |

|  | \| \| Spyrna tudes \| \| \| \| \| \| Sphyrna media \| \| \| \| |
|  |                                                                |
|  | Sphyrna lewini                                                 |
|  |                                                                |
|  | Spyrna tudes                                                   |
|  |                                                                |
|  | Sphyrna media                                                  |
|  |                                                                |

|  | Spyrna tudes  |
|  |               |
|  | Sphyrna media |
|  |               |

|  | Sphyrna tiburo |
|  |                |
|  | sphyrna corona |
|  |                |

|  | \| \| Spyrna tudes \| \| \| \| \| \| Sphyrna media \| \| \| \| |
|  |                                                                |
|  | Sphyrna lewini                                                 |
|  |                                                                |
|  | Spyrna tudes                                                   |
|  |                                                                |
|  | Sphyrna media                                                  |
|  |                                                                |

|  | Spyrna tudes  |
|  |               |
|  | Sphyrna media |
|  |               |

|  | Sphyrna tiburo |
|  |                |
|  | sphyrna corona |
|  |                |

|  | Sphyrna mokarran |
|  |                  |
|  | Sphyrna zygaena  |
|  |                  |

|  | \| \| Spyrna tudes \| \| \| \| \| \| Sphyrna media \| \| \| \| |
|  |                                                                |
|  | Sphyrna lewini                                                 |
|  |                                                                |
|  | Spyrna tudes                                                   |
|  |                                                                |
|  | Sphyrna media                                                  |
|  |                                                                |

|  | Spyrna tudes  |
|  |               |
|  | Sphyrna media |
|  |               |

|  | Sphyrna tiburo |
|  |                |
|  | sphyrna corona |
|  |                |

|  | \| \| Spyrna tudes \| \| \| \| \| \| Sphyrna media \| \| \| \| |
|  |                                                                |
|  | Sphyrna lewini                                                 |
|  |                                                                |
|  | Spyrna tudes                                                   |
|  |                                                                |
|  | Sphyrna media                                                  |
|  |                                                                |

|  | Spyrna tudes  |
|  |               |
|  | Sphyrna media |
|  |               |

|  | Sphyrna tiburo |
|  |                |
|  | sphyrna corona |
|  |                |

## Pesca
Viene fatto oggetto di pesca con reti o ami innescati, per le carni, di discreto valore commerciale, e per il suo fegato, particolarmente ricco di acidi grassi polinsaturi di alto valore nutrizionale.
Tentativi fatti per catturare esemplari vivi non hanno avuto successo.

## Stato di conservazione
Malgrado la relativa prolificità della specie, la pressione dovuta alla pesca piuttosto intensa cui viene fatta oggetto in molte zone del sud-est asiatico fa supporre che in futuro possa andare incontro ad una sensibile diminuzione, per cui la sua attuale classificazione di specie prossima alla minaccia (NT) potrebbe essere presto rivista.